# Искричави цијанид
Искричави цијанид је детективски роман британске списатељице Агате Кристи први пут објављено у САД од стране издавачке куће "Dodd, Mead and Company" у фебруару 1945. под називом Смрт која мора да остане упамћена и у Великој Британији од стране издавачке куће "Collins Crime Club" у децембру исте године под изворним Кристиним насловом. Америчко издање се продавало по цени од 2 долара, а издање у Великој Британији за осам шилинга и шест пенија.
У роману се поново појављује лик пуковника Рејса које је уједно и његово последње појављивање у решавању загонетне смрти брачног пара у размаку од тачно годину дана. Радња овог романа је проширена радња кратке приче Жути ирис.

## Радња
Годину дана раније, 2. новембра, седморо људи је седело на вечери у луксембуршком ресторану. Роузмери Бартон никада није устала. Срушила се и умрла. Мртвозорник је пресудио њену смрт као самоубиство тровањем због потиштености након грипа.
Шест месеци касније, њен муж Џорџ добија анонимна писма у којима пише да је Роузмери убијена. Џорџ истражује и одлучује да понови вечеру у истом ресторану са истим гостима и такође глумицом која личи на његову покојну жену, а која треба да стигне касно и преплаши убицу да призна. Глумица не стиже, а Џорџ умире за столом – отрован као и његова жена, цијанидом у свом шампањцу. Његова смрт је могла бити оцењена као самоубиство, али Џорџ је своју забринутост и део свог плана поделио са својим пријатељем пуковником Рејсом.
По опоруци стрица, ако Розмери умре без деце, њено наслеђено богатство прелази на њену млађу сестру Ајрис, сада богату девојку. Ако Ајрис умре неудата, новац би прешао на њеног јединог живог сродника, тетку Лусилу Дрејк. Госпођа Дрејк је пристојна особа, али њен син Виктор није никако. Током истраге постаје јасно да је намеравана жртва била Ајрис. Пуковник Рејс и Ирисин удварач Ентони Браун схватају да се Џорџова тајница од поверења Рут Лесинг заљубила у Виктора годину дана раније.
Погрешна особа умире због Ајрисине вечерње торбе и здравице за њу, а то њој спашава живот. Након забаве, Џорџ предлаже здравицу Ајрис, када сви пијуцкају шампањац осим ње и наздрављају. Када је скупина напустила сто да игра, Ајрис је испустила торбу. Млади конобар ју је подигао и ставио на место поред њеног. Када се скупин вратила за сто, Ирис је села на једно место искошено због изгубљене торбе. Џорџ је сео на Ајрисино првобитно место и попио отровани шампањац. Пошто завера није успела, Рут је покушала да прегази Ирис колима. Пуковник Рејс заједно са полицијом и Ентонијем Брауном открива истину на време да спасу Ајрис од Рут. Њен последњи покушај да убије Ајрис био је да је онесвести у спаваћој соби, а затим упали плин у камину и напусти кућу.
Анонимна писма Џорџу је послала Рут која га је потом охрабрила да поново приреди вечеру у Луксембургу како би Виктор и Рут могли да убију Ајрис као што су убили Роузмери. Како би подржала одлуку о самоубиству, Рут је ставила пакетић цијанида у Ајрисину торбу која је пала на под када је извукла марамицу не додирујући га (да не остави оситке). Виктор је глумио конобара да би током игранке тутнуо отров у шампањац. Одведен је у Њујорк на захтев полиције.

## Ликови
- Роузмери Бартон: Супруга Џорџа Бартона која је наследила богатство од свог кума. Убијена је годину дана пре ове приче.
- Џорџ Бартон: Роузмерин муж који је организовао вечеру годину дана након смрти своје жене, а убијен је на вечери поводом годишњице.
- Пуковник Рејс: истражитељ и пријатељ Џорџа Бартона.
- Ајрис Мерл: Роузмерина сестра, сада богата и намеравана жртва другог покушаја тровања на вечери.
- Ентони Браун: Ајрисин дечко који ради на решавању многих покушаја њеног убиства.
- Лусила Дрејк: Роузмерина и Ајсирина тетка која наслеђује новац ако Ајрис умре пре него што се уда или напуни 21 годину.
- Виктор Дрејк: Лусилин син и Роузмерин и Ајрисин брат од тетке, човек са жељом да добије новац без посла.
- Рут Лесинг: Џорџова тајница који се заљубила у Виктора и планира и убија да би стекла богатство убијајући све оне на списку пре Виктора. Имајте на уму да је Кристијева користила игру речи за ову немилосрдну завереницу.

## Развој романа и поређење са кратком причом
Радња овог романа је проширење кратке приче са Херкулом Поароом под називом „Жути ирис“ која је претходно објављена у броју 559 часописа Странд у јулу 1937. и у збиркама прича Загонетка регате и друге приче у САД у 1939. године и Проблем у заливу Поленса и друге приче у Великој Британији 1991. године.
У целом роману је пуковник Рејс централни истражитељ уместо Поароа који је имао ту улогу у причи. Роман користи основе кратке приче, међу којима је метода тровања, али је промењен идентитет крив(а)ца – није први пут да Кристијева мења неко своје дело.

## Књижевни значај и пријем
Књига није рецензирана у часопису Књижевни додатак Времена.
Морис Ричардсон је у издању за часопис Посматрач 13. јануара 1946. написао: „Читаоци Агате Кристи су подељени у две скупине: у прву у којој ће обожаваоци попут мене поднети било какву дозу зезања зарад неизвесности, блиске завршнице, шест у низу, сумњиве трке и ударни акорд решења за трик и другу у којој су они који се жале да није крикет и ионако нема ништа од тога.
Љубитељи ће, јемчим, бити прилично задовољни романом Искричави цијанид, групним двоструким убиством са високим приходима, прво својеглаве паметне Роузмери, друго досадног мужа Џорџа на његовој лудој забави реконструкције злочина. Превише је принуђена да се котира са својим најбољим бројем један, али сумњива трка је исправна и читљивост је висока. Прављење додатака за шест година нежељене поште и катаклизме, прилично поуздан учинак.“
Неименовани рецензент у часопису Дневна звезда торонта 24. фебруара 1945. рекао је: „Неизвесност је добро одржавана, а сумње добро подељене. Иако овој загонеци недостаје Херкул Поаро, она би ипак требало да задовољи све обожаваоце Агате Кристи, посебно оне који воле убиства у објави и префињену радњу."
Роберт Барнард: "Убиство у прошлости које се раније прихватало као самоубиство. Девојка из вишег сталежа бива убијена у елегантном лондонском ресторану, а муж касније доживљава исту судбину. Присилно речено, стратегије преваре паметне су као нова игла и уопштено добро до мерила четрдесетих, али решење захтева више гутања од цијанида у шампањцу."

## Прилагођавања

### Филм
Године 1983. су сценаристи ЦБС-а Роберт Малколм Јанг, Су Графтон и Стивен Хамфри прилагодили књигу у телевизијски филм у режији Роберта Мајкла Луиса смештен у данашњој Калифорнији. У глумачкој поставили били су Ентони Ендрус као централни лик Тони Браун, Дебора Рафин као Ајрис Мердок, Памела Белвуд као Рут Лесинг, Џозеф Сомер као Џорџ Бартон, Дејвид Хафман и Џун Чедвик као Стивен и Сандра Фарадеј, Ненси Маршанд као Лусила Дрејк и Кристин Белфорд као Роузмери Бартон. Лик пуковника Рејса је избачен из ове екранизације.
Крајем 2003. године, Лора Ламсон је угрубо прилагодила роман за ИТВ1 поново у савремерном окружењу у ком се истражује убиство супруге фудбалског менаџера. У овој екранизацији пуковнику Џонију Рејсу је име промењено у Џефри Рис и он има супругу др. Кетрин Кендал. Однос Риса (ког тумачи Оливер Форд Дејвис) и Кендалове (коју тумачи Полин Колинс) била је донекле слична Кристиним ликовима Томију и Тапенс.

### Телевизија
Године 2013. роман је прилагођен као епизода француске телевизијске серије Мала убиства Агате Кристи.

### Радио
Године 2012. је троделна драма Џој Вилкинсон емитована на ББЦ Радију 4 у режији Мери Пит. У глумачкој постави били су Наоми Фредерик као Ајрис, Аманда Дру као Рут, Колин Тирни као Ентони, Џејмс Лејли као Стивен, Шон Бејкер као пуковником Рејс и Џасмин Хајд као Роузмери.